# Saza
Saza (japanska: 佐々町?, Saza-chō) är en landskommun (köping) i Nagasaki prefektur i Japan. 